# Империя Атлантиум
Империя Атлантиум — микрогосударство (виртуальное государство) и светская, плюралистическая, прогрессивная лобби-группа, базирующаяся в штате Новый Южный Уэльс, Австралия.
Издание Micronations: The Lonely Planet Guide to Home-Made Nations (англ. Микронации: Путеводитель «Lonely Planet» по самодельным странам) описывает Атлантиум как «освежающее противоядие от реакционного восхваления очень многих микронаций» и «чрезвычайно сложный эксперимент по созданию национального государства, так же, как и полностью серьёзный претендент на законную государственность». Вступление части книги про Атлэнтиум отмечает свою поддержку «прогрессивной, либеральной политики» и характеризует это как «светскую гуманную утопию».
Среди причин поддержки Атлантиума — право на неограниченную международную свободу передвижения, право на аборт, право на самоубийство с помощью другого человека (эвтаназию) и реформа десятичного календаря.

## История
Атлантиум был создан в 1981 году тремя сиднейскими подростками — Джорджем Фрэнсисом Круикшэнком, Джеффри Джоном Дуггэном и Клэр Мари Коултер (урождённая Дугган). Они объявили 10 квадратных метров (110 кв. футов) Временной Территорией в южном пригороде Сиднея Нарви первой столицей Атлантиума и объявили, что Круикшэнк становится верховным Главой государства под именем «Император Джордж II». Джеффри Дуггэн (1982—1986 годы «правления») был избран премьер-министром. Дамиан Скотт в 1986—1988 и Кевин Фанукки в 1988—1990 годах также были «премьер-министрами», но к 1990 году, когда первоначальные члены группы окончили университет и переехали в различные места в стране, группа прекратила быть активной.
В 1999 году Круикшэнк купил квартиру во внутреннем сиднейском пригороде Поттс-Пойнта и вскоре после этого «восстановил» Атлантиум, создав веб-сайт, который способствовал привлечению новых участников. Квартира площадью в 61 квадратный метр (660 кв. футов), известная как Imperium Proper, стал второй столицей Атлантиума. Конкордия стала третьей столицей Атлантиума 12 января 2008 года, когда сельские 0.76 квадратных километра (0.29 кв. мили) была создана Провинция Авроры — приблизительно в 350 километров (220 милях) к юго-западу от Сиднея. Веб-сайт Атлантиуем описывает Аврору как «глобальную административную столицу Атлантиума, церемониальный центр и духовную родину».
Провинция Аврора имеет площадь 0.76 квадратных километра (0.29 кв. мили) и периметр в 4.5 километра (2.8 мили). Она разделена на четыре «административных округа», известные как Округ Хики (который занимает приблизительно половину общей площади Авроры), Район Дугган (который занимает южную треть области), столичный Район Конкордии (единственный административный округ, в котором разрешены постоянная населённость и развитие) и Префектура Идалия (переименованная бывшая Imperium Proper). Последнее место — текущее постоянное место жительства «императора Джорджа II».
Конкордия — намеченное место для размещения законодательных органов Атлантиума, правительственных учреждений, музея, тронного зала и юбилейных памятников. В настоящее время это — местоположение одноэтажного жилого и административного здания, нескольких сервисных структур и двух небольших искусственных озёр. Аврора — также место исторического сооружения золотопереработки, которое было построено и управлялось китайскими шахтёрами-иммигрантами в 1860-х годах.
Веб-сайт Атлантиума использует несколько различных самоназваний, включая «самопровозглашённое государство», «кандидат на микрогосударство» и «глобальное суверенное государство». В соответствии с его требованием быть «прежде всего нетерриториальным» государством Атлантиум не имеет формальных территориальных претензий; однако указанные статусы способствуют продвижению идеи, что у квартиры Круикшэнка и Провинции Авроры есть экстерриториальный статус; реально эти территории остаются под австралийской юрисдикцией.
Ни одно из существующих государств мира не признаёт претензий Атлантиума на суверенитет, и у данного виртуального государства нет никаких взаимных дипломатических отношений. Атлантиум назначил «неуполномоченных дипломатических представителей», названных «Имперскими Легатами», в Соединённых Штатах, Пакистане, Польше, Бразилии, Индии, Италии, Иране, Сингапуре, Сербии и Швейцарии. Группа присудила «Имперские Почести» различным людям, как правило — в знак признания их политической активности или для оказания услуг местному населению.
Атлантиум выпускает марки, монеты и банкноты, которые используют десятичную валютную систему: 100 имперских сентимов равны 1 имперскому солиду. Веб-сайт Атлантиума утверждает, что прибыль от этих продаж используется для «продолжающихся операций Империи», так же, как и для благотворительных действий.
Самым ранним зарегистрированным сообщением СМИ, относящимся к Атлантиуму, является статья в филателистическом журнале 1984 года о выпусках этим виртуальным государством марок с изображением Золушки. В настоящее время существует 12 атлантиумских марок, а ежемесячная почтовая служба между Конкордией и Идалией начала работать во второй половине 2008 года.
Атлантиум также чеканит монеты, хотя уровни деловой активности «атлантианцев» остаются низкими. Первой монетой была выпущенная к 20-й годовщине «основания государства» монета в десять солидов с подобием Джорджа Круикшэнка на аверсе и «имперским орлом» на реверсе. В 2011 году была выпущена монета в 30 солидов, чтобы ознаменовать 30-ю годовщину со дня «основания» Атлантиума. У монеты на аверсе вновь изображено подобие Джорджа Круикшэнка, а на реверсе — клинохвостый орёл. Монеты сделаны из мельхиора и покрыты 9-каратным золотом.
Банкноты Атлантиума выражены в имперских солидах и в настоящее время делятся на выпуски 2006 и 2007 годов.
На 2006 год у «государства», по сообщениям, было 903 «гражданина» в более чем 90 странах. Веб-сайт называет только 20 людей, имеющих такие функции, как министр, директор, магистр и имперский легат. Сайт Атлантиума указывает, что его гражданство не заменяет ранее существующие у человека гражданства: утверждается, что все они имеют двойное гражданство и что Атлантиум активно поощряет своих участников участвовать в политических процессах своих стран-резидентов. В то время как «государство» использует слова «гражданство» и особенно «дипломатия», сторонники отмечают, что Атлантиум не делает тайны из своих попыток пересмотра существующих парадигм и утверждает, что такое поведение — основа мотивации для существования группы.